# 1880年绿背党全国大会
1880年绿背党全国大会于1880年6月9日至11日在芝加哥州际博览会大厦举行，旨在为1880年总统大选选派总统和副总统候选人，并起草党纲。与会代表最终选择来自艾奥瓦州的詹姆斯·B·韦弗作为总统候选人，德克萨斯州的巴西莱·杰弗森·钱伯斯为副总统候选人。
1880年时，绿背党还是美国政坛的新面孔，主要是于1873年大恐慌引发经济衰退后在该国西部和南部发展壮大。南北战争期间，联邦国会授权发行“绿钞”，这种新的法定货币可以兑换政府债券，但不能兑换成黄金这样的传统货币。战争结束后，东部的民主党人和共和党人要求回复金本位，政府开始将绿钞退出市场流通。由于货币供应量减少和经济衰退的共同影响，债务人、农民和劳工的生活更趋艰难，绿背党希望能吸引这部分选民支持。
争夺总统候选人提名的有6位人选。其中胜算最大的是艾奥瓦州联邦众议员兼内战将领詹姆斯··韦弗，不过另外两位联邦众议员，来自马萨诸塞州的本杰明·巴特勒和宾夕法尼亚州的亨德里克·赖特都有相当数量的追随者。韦弗很快就取得胜利，在第一轮投票中就得到全部850位代表的多数支持。钱伯斯是德克萨斯州商人，也是邦联退伍军人，他同样在首轮投票中就赢得提名。与会代表在党纲内容上多有争执，不同派系在女性选举权、华人移民等问题上难以达成一致，但经过反复讨论，大会还是在党纲中明确支持改善用工环境、自由铸造银币、取缔童工和囚犯劳役、以及货币只能由政府而非银行发行等，还通过决议表态支持女性选举权。
韦弗和钱伯斯带着众人的期望离开大会，但选举结果却不尽人意。共和党人詹姆斯·艾布拉姆·加菲尔德最终以微弱优势战胜民主党人温菲尔德·斯科特·汉考克，绿背党赢得的普选票数仅占总数的3%。

## 背景

### 源起

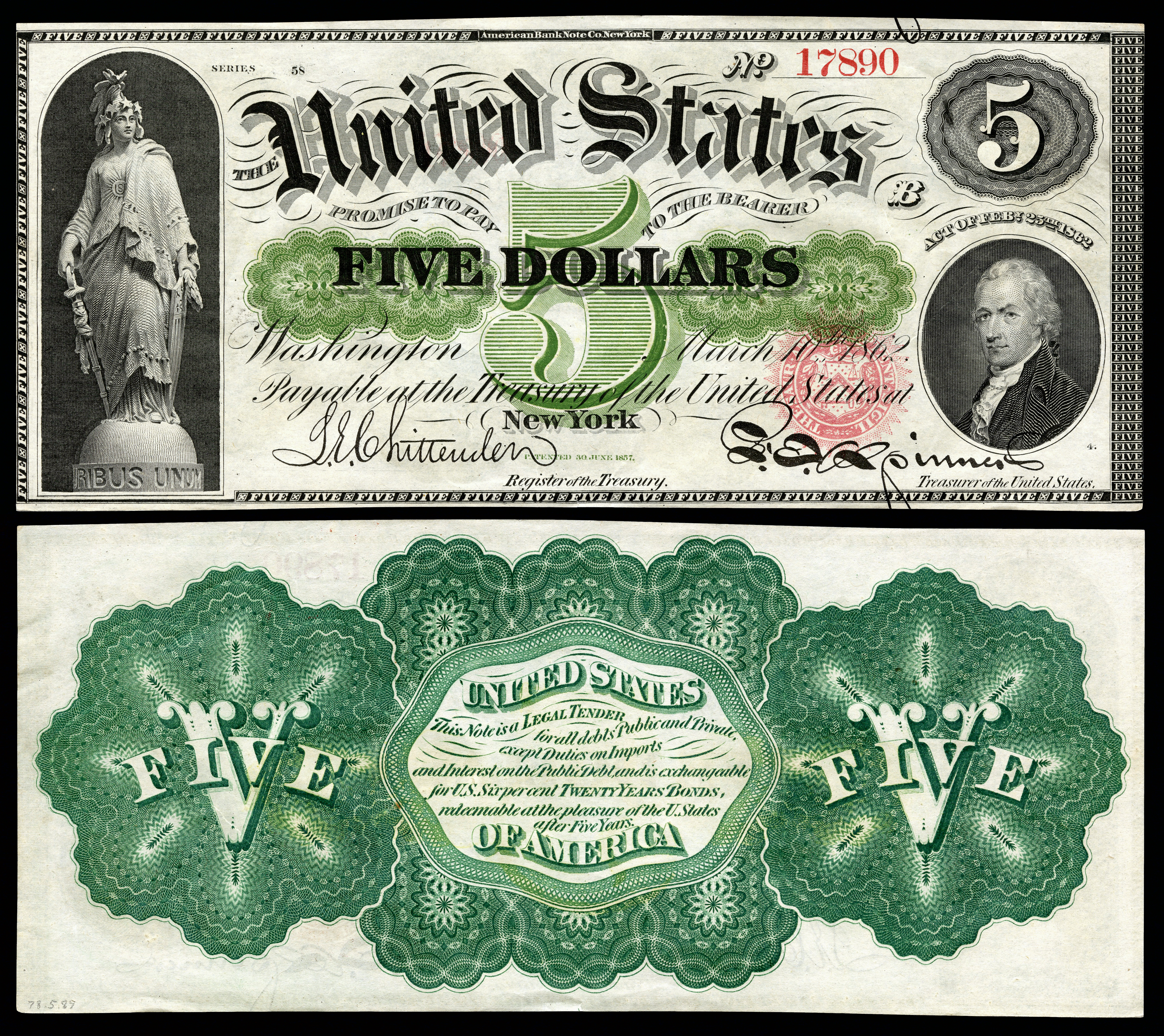
1862年版5美元绿钞纸币

1880年时，绿背党还是美国政坛的新面孔，于1876年首度提名人选竞选全国性公职。该党应1873年大恐慌引发的经济衰退而生，主要是在西部和南部发展壮大。南北战争期间，联邦国会授权发行“绿钞”，这种新的法定货币可以兑换政府债券，但不能兑换成黄金这样的传统货币。由于联邦政府的黄金供给无法跟上军队扩张所需费用，因此需要发行绿钞来融资。战争结束后，民主、共和两党都有许多人期望尽快将货币回复金本位，这其中又以东部立场最为坚定。1875年，国会通过恢复硬币法案，要求绿钞从1879年起逐渐退出市场流通，以黄金保值的货币代替。与此同时，经济衰退又导致债务人的偿债代价大幅升高，因为他们贷款时的货币价值远不及偿还时的价值。由于支持保留绿钞的人士无论是在民主党还是共和党都没有容身之地，因此许多人都打算组建新政党来解决彼此的关切。绿背党人得到美国东部多个城市中愈越愈烈的劳工运动支持，西部和南部因通货紧缩导致利益受损的农民也支持该党。除放宽流通货币供应外，绿背党还支持八小时工作制，要求工厂设立安全规定并禁止雇佣童工。正如历史学家赫伯特·克兰西（Herbert Clancy）所说的那样，绿背党“提前近50个年头预料到20世纪前25年中（美国）的进步立法成就”。
1876年，多位无党派代表齐聚印第安纳波利斯，选派总统和副总统候选人，宣传党派诉求。他们最终提名业已85岁高龄的纽约实业家和慈善家彼得·库珀（Peter Cooper）竞选总统，俄亥俄州前联邦众议员塞缪尔·芬顿·卡里（Samuel Fenton Cary）竞选副总统。但是，绿背党候选人在这年11月的普选中表现不佳，一共只获得8万1740张支持票，还不到普选票总数的1%。但随着经济状况迟迟得不到改善，党派取得发展动力。次年，美国境内的劳资纠纷在1877年铁路大罢工中达到高潮，许多劳工和两大党派渐行渐远。包括加利福尼亚州工人党在内的多种地方运动开始要求政府通过法律改善劳工待遇，并禁止华人移民美国。到1878年时，第三党运动已经有了相当强的实力，联邦众议院中有22个议席由独立候选人取得，这其中大部分都和绿背党有密切联系。随着1880年大选临近，绿背党（又称绿背劳工党）成员已经有理由相信，党派可以取得比1876年时更好的成绩。

### 党派分裂
部分绿背党领导人试图把分散的各州和地方党派融合成全国性的势力，此举导致党派内部出现摩擦。1879年时，党派已经分裂，以马库斯··布里克·波默罗伊（Marcus M. "Brick" Pomeroy）为首的派系自称“联盟绿背劳工党”，从绿背党中分家单过。该派系大部分党员来自美国南部和西部，反对为达目标而与两大党派联手，而且对货币问题的立场更为激进，要求用绿钞支付所有联邦债卷，而不再按之前向投资者承诺的那样使用黄金保值的货币。他们还在多个议题上与以东部为中心的原有绿背党（通常称“国民绿背党”）存在分歧，要求邮政署长人选通过民选指派，并且惩治贪污公职人员的刑罚最高可至死刑。1880年1月，联盟绿背劳工党和国民绿背党在华盛顿哥伦比亚特区召开会议，但未能达成妥协团结起来，因此两大党派都各自召开全国大会选派总统候选人。
联盟绿背劳工党于1880年3月率先在密苏里州圣路易斯召开提名大会。虽然绿背党原有的大部分领袖人物都留在东部的国民绿背党，但还是有梭伦·蔡斯（Solon Chase）、克西·格雷夫斯（Kersey Graves）等多位第三党知名人士出席大会。大会提名新泽西州律师兼新闻工作者斯蒂芬·戴莱尔（Stephen D. Dillaye）为总统候选人，德克萨斯州商人兼测量员巴西莱·杰弗森·钱伯斯（Barzillai J. Chambers）为副总统候选人。戴莱尔曾于之前表示对提名不感兴趣，许多与会代表因此对提名结果表示抗议，他们认为这表明戴莱尔只是临时人选，党派还是打算和国民绿背党联手。戴莱尔本人也支持党派重新团结起来，波默罗伊还要求各代表团派出代表前去参加计划于1880年6月在芝加哥举办的国民绿背党提名大会。大部分与会代表同意联合，所以联盟绿背党和国民绿背党人也就在几个月后齐聚芝加哥召开提名大会。

## 候选人

### 韦弗

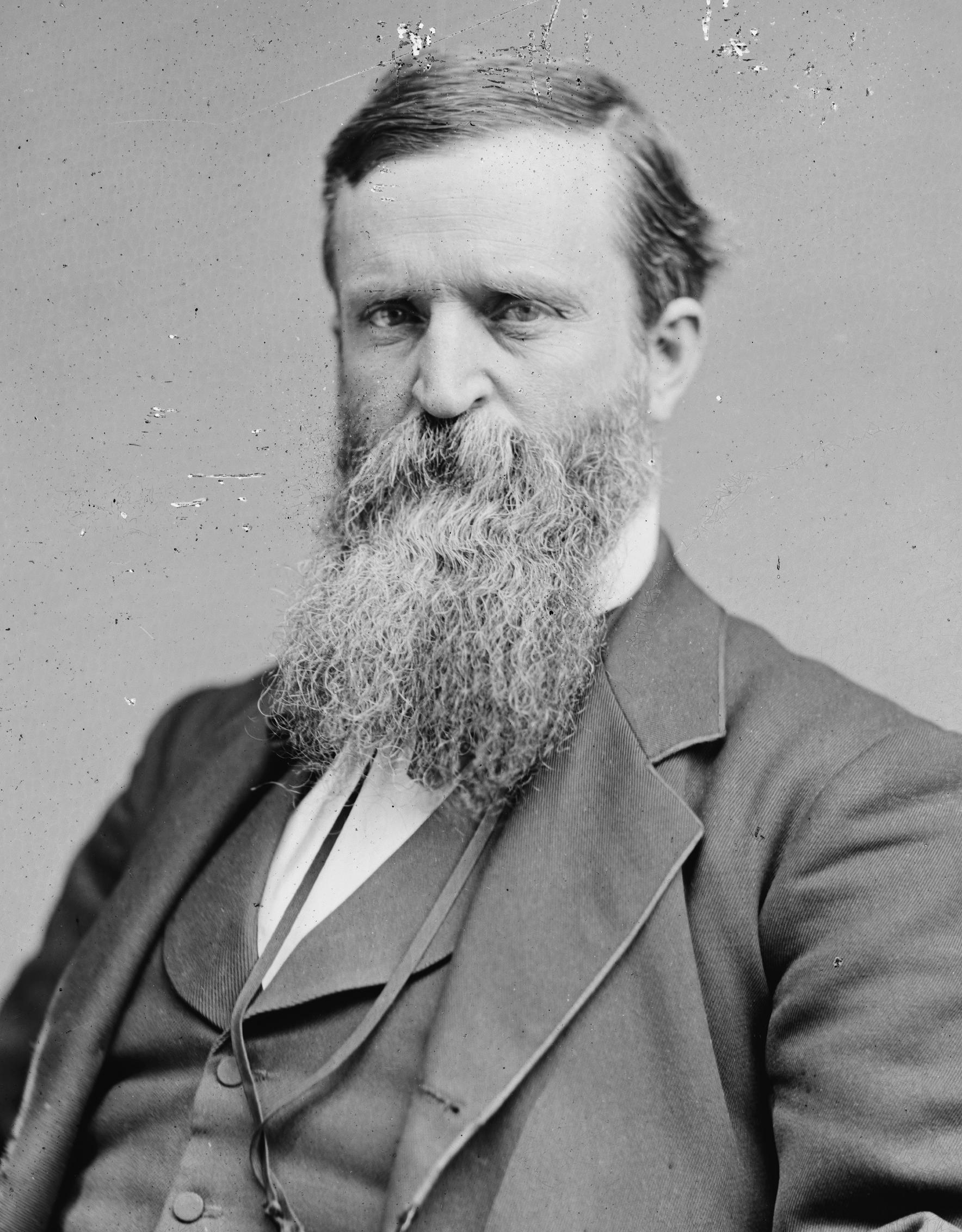
艾奥瓦州联邦众议员詹姆斯·B·韦弗

詹姆斯·贝尔德·韦弗生于俄亥俄州，但是在艾奥瓦州长大，曾于19世纪50年代末成为共和党人，并在内战爆发后加入北军。他先后参与多纳尔森堡之战、胥龙之战和雷萨卡之战，官拜上校，并在战争结束后加衔准将。韦弗战后继续参与艾奥瓦州共和党政治，先后竞选联邦众议员和州长职务，但两次都不敌党内以威廉·B·阿利森为首的保守派成员。他在1876年总统大选中支持共和党候选人拉瑟福德·伯查德·海斯，但也在同一年作为观察员出席绿背党全国大会。
到1877年时，韦弗因在货币问题上与共和党领导层存在分歧而开始考虑另谋出路。虽然这年他出席艾奥瓦州共和党大会，支持会上选出的州长候选人约翰·吉尔（John H. Gear），但还是在8月投入到绿背党的怀抱。1878年，韦弗接受绿背党提名，成为艾奥瓦州第6国会选区的联邦众议员候选人。虽然此前他一直是坚定的共和党人，但要想在选举中战胜在任共和党议员以西结·桑普森（Ezekiel S. Sampson），争取选区内民主党人支持似乎是唯一的选择。内战爆发后，民主党在艾奥瓦州各地都不占优势，所以与绿背党合作是确保其候选人当选的最佳途径。虽有部分硬钱派民主党人反对这一做法，但韦弗最终还是以1万6366票赢得议席，比桑普森的1万4307票多了超过14个百分点。
1879年3月，韦弗与另外12名绿背党议员一起参加第46届联邦国会。民主、共和两大党派在众议院基本势均力敌，但两党都没有让绿背党人参加核心会议，导致他们基本上无所作为。1879年4月，韦弗在自己的首场国会演说中批评南方州动用军队来维持投票站治安，还谴责那些针对南方州黑人的暴力行为，正是这样的行为促使政府派出军队，接下来他介绍了绿背党的政治纲领，声称这些政策可以给分裂和经济纷争划上句点。之后的一个月里，他又发表演讲，为不受限制的银币铸造法案宣传，但这条有助于提高货币供给量的法案最终被压倒性的反对票封杀。韦弗的演说功底获得赞誉，但在绿钞政策方面仍然无法取得进展，他很快就成为绿背党参加1880年大选的总统候选人热门人选。

### 巴特勒

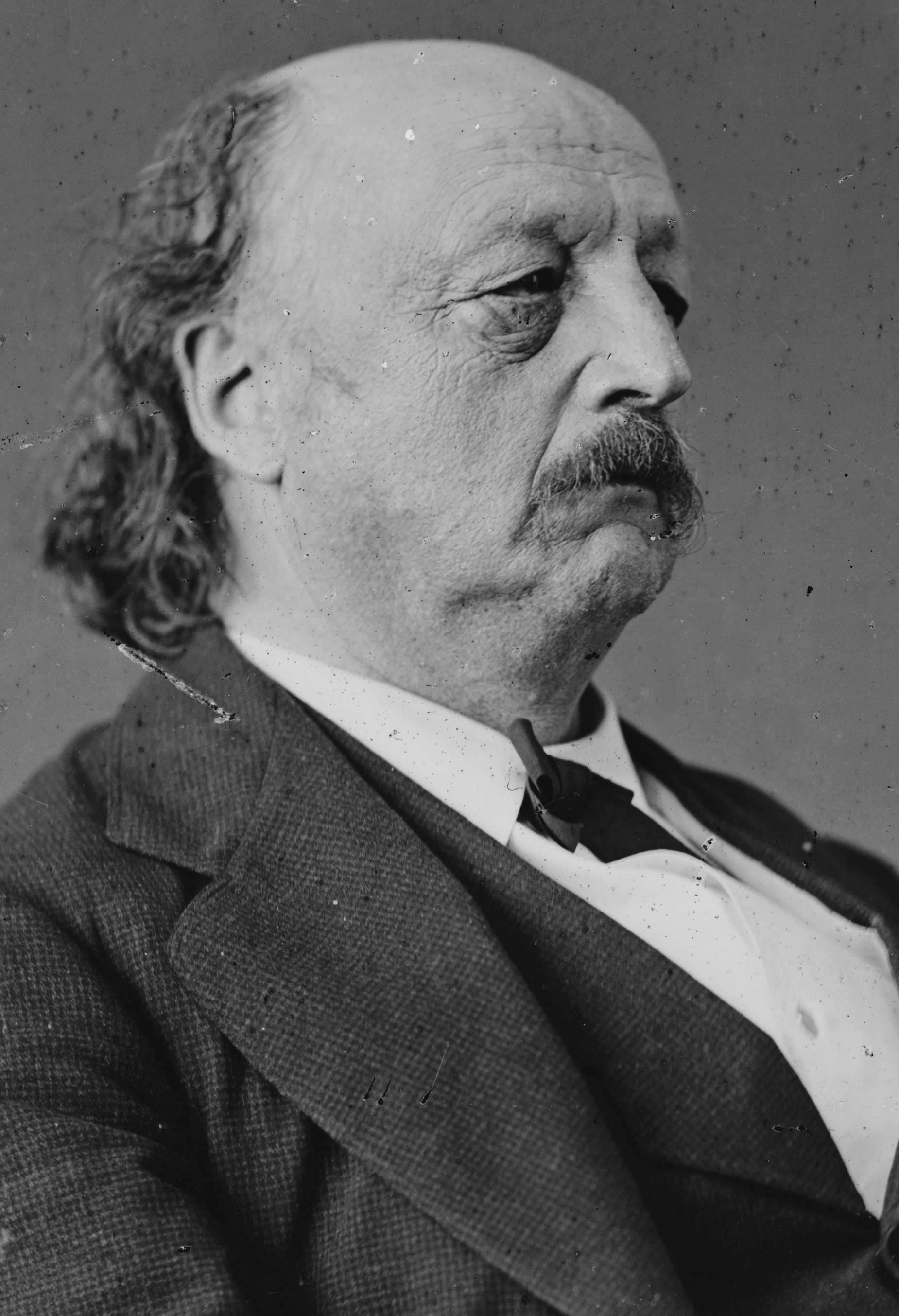
曾担任马萨诸塞州联邦众议员的本杰明·巴特勒

本杰明·富兰克林·巴特勒（Benjamin Franklin Butler）生于新罕布什尔州罗京安县小镇迪尔菲尔德（Deerfield），之后迁居马萨诸塞州从事法律工作。19世纪40至50年代，他的法律事业取得成功，开始以民主党人身份参加地方政治。巴特勒善于开展公共演说，他于1853年首度当选马萨诸塞州众议员，1859年又成功取得州参议员席位。巴特勒是在新教家庭中长大，但却赢得了马萨诸塞州天主教徒的忠实追随，还获得许多劳工的支持。1860年大选期间，巴特勒力求同奴隶主集团达成妥协，认为密西西比州联邦参议员杰佛逊·戴维斯应该获得民主党的总统候选人提名。
巴特勒曾被选为马萨诸塞州民兵准将，内战于1861年爆发后，他迅速组织人马挥师南下。巴特勒率军占领巴尔的摩，确保马里兰州不会像南方多个州那样扯旗造反，分家单过。这年5月，他获晋升为少将，前去弗吉尼亚州门罗堡指挥，在此率先采用先将奴隶作为“战争违禁品”没收，再把他们释放的战术解放黑奴。北军占领新奥尔良后，巴特勒成为当地司令官。他的统治非常严厉，南方白人恨他入骨，称他是“畜生”巴特勒。1863年，他被调到弗吉尼亚州战场，听从尤利西斯·辛普森·格兰特指挥，取得战争的最后胜利。
战争结束后，巴特勒成为共和党国会议员，并很快成为激进派共和党人。1868年，他是弹劾在任总统安德鲁·约翰逊的主导议员之一。巴特勒在内战期间的功绩为他赢得黑人和廢奴主義者的支持，再加上他一直拥有劳工阶层支持，所以多次赢得连任。但是，他的激进立场招来保守派共和党人的敌意，1874年，他在连任选举中落败，从此开始转变立场，追随新生的绿背党。1876年，他再次以共和党人身份回到联邦众议院，1878年，他以绿背党独立候选人身份参选马萨诸塞州州长，虽有民主党人支持，但最终还是落败。各个政治派别中都有巴特勒的支持者，经常有人称他“属于所有的党派，但又不属于任何党派”，他也被认为是1880年绿背党全国大会上有望赢得总统候选人提名的人选之一。

### 赖特

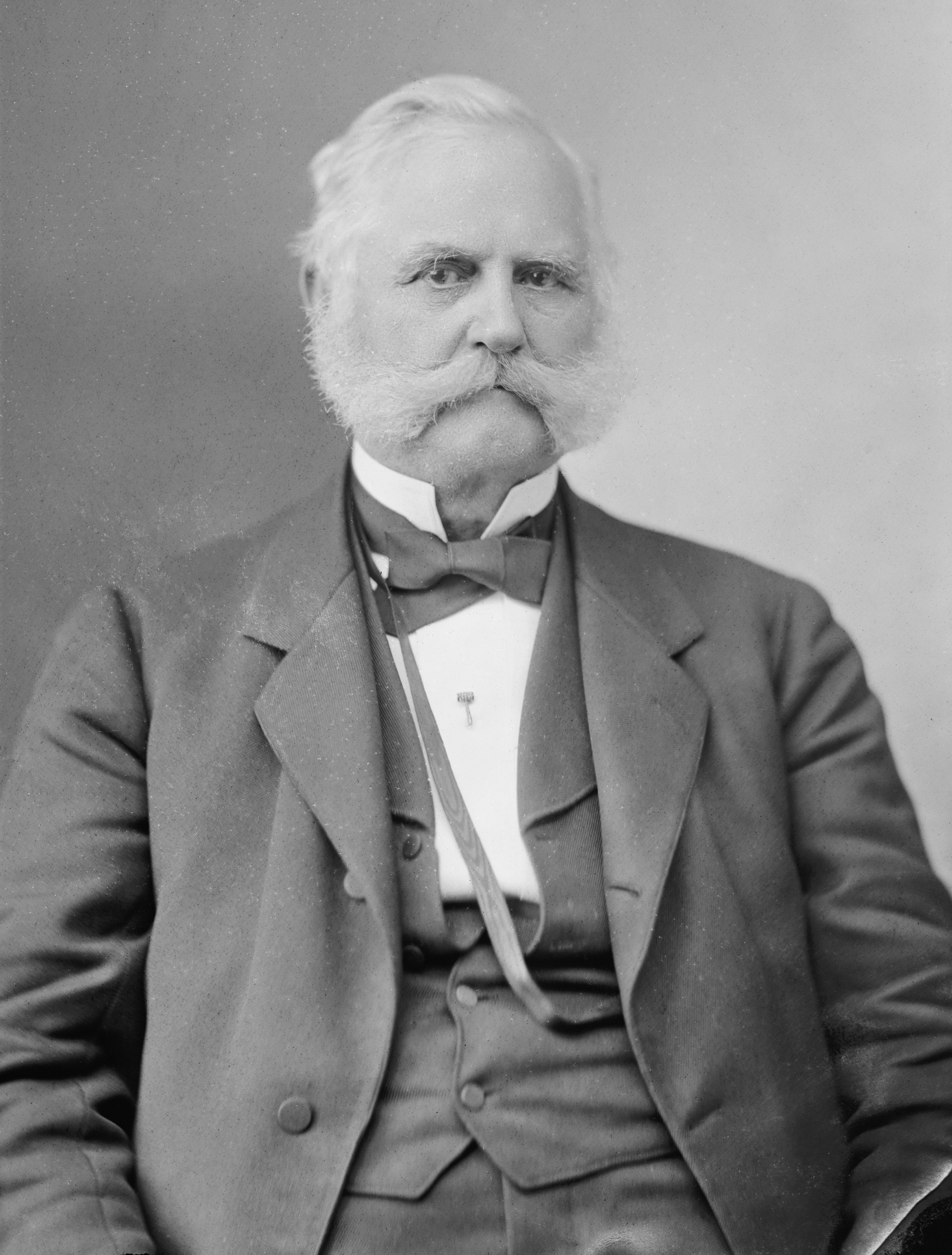
宾夕法尼亚州联邦众议员亨德里克·布拉德利·赖特

亨德里克·布拉德利·赖特（Hendrick Bradley Wright）在宾夕法尼亚州东北部出生并长大。他进入狄金森学院攻读法律，然后回到威尔克斯-巴里，很快就成为知名律师和演说家。他在演讲上的出众实力引起该州民主党注意，还为他赢得绰号“不怕被人称为煸动家的老人”。1834年，他成为路澤恩縣地区检查官，再于1841年当选宾夕法尼亚州众议员。1842和1843年，赖特两次赢得连任，并在第三个任期里担任议长。他在1844年民主党全国大会上担任主席，与反对马丁·范布伦的派系合作，阻止前总统取得提名。此后他一度出马竞选联邦参议员，但未能如愿。
1850年，赖特在联邦众议员选举中失利，1852年再度参选，这次终于成功。1854年竞选连任落败后，他又于1860年以民主党人身份参选，并且得到共和党人的支持，成为代表宾夕法尼亚州第12国会选区的联邦众议员。内战早期，赖特一度反对和平民主党人，但到了1864年，他觉得联邦的战争目标已经出现不好的转变，所以支持民主党人乔治·B·麦克莱伦参选总统。赖特没有再竞选连任，于1863年回归平民生活。他继续从事法律工作，还出版了多部有关劳资关系的著作，他的《劳动实用论》（A Practical Treatise on Labor）一书于1871年出版。
1876年，赖特以民主党人身份再度入选国会，并且这次还有新生的绿背党支持他。1878年，赖特取得连任，只是和两年前的情况正好相反，他以绿背党人身份参选，但也得到了民主党人支持。赖特提议修改1862年宅地法，为准备定居西部的居民提供政治贷款，这一提议引起国会注意，但大部分议员无法接受。赖特于1879年再次提出建议，强调这是个较为稳健的提议，因为贷款可由宅基地担保，而不是国家白送的礼物，但是，法案还是被压倒性的反对票否决。虽然屡遭败绩，但赖特就像韦弗一样在国会宣扬绿背党理念，由此成为争夺总统候选人提名的有力人选。

### 其他竞争者
多个州代表团有意提名各自地区的人选，但这些候选人获提名的希望渺茫。伊利诺伊州前联邦众议员亚历山大·坎贝尔（Alexander Campbell）便是其中之一，他代表的主要是绿背党中的保守派成员，代表实用主义者。亨利·詹姆斯（Henly James）曾担任印第安纳州议员，还是该州农人协进会主席，但在州外缺乏知名度。威斯康星州的多位代表支持实业家爱德华·阿利斯（Edward P. Allis），他很长时间以来都支持软钱政策，但没有过出任民选公职的经历。此外，新英格兰部分代表支持来自缅因州的梭伦·蔡斯，蔡斯是位出版商，拥有绿背党报纸《蔡斯问讯报》（Chase's Inquirer），他曾于1878年竞选联邦众议员，但以微弱劣势败北。蔡斯也是最激进的绿背党人之一，吸收到该党许多左翼人士的支持。

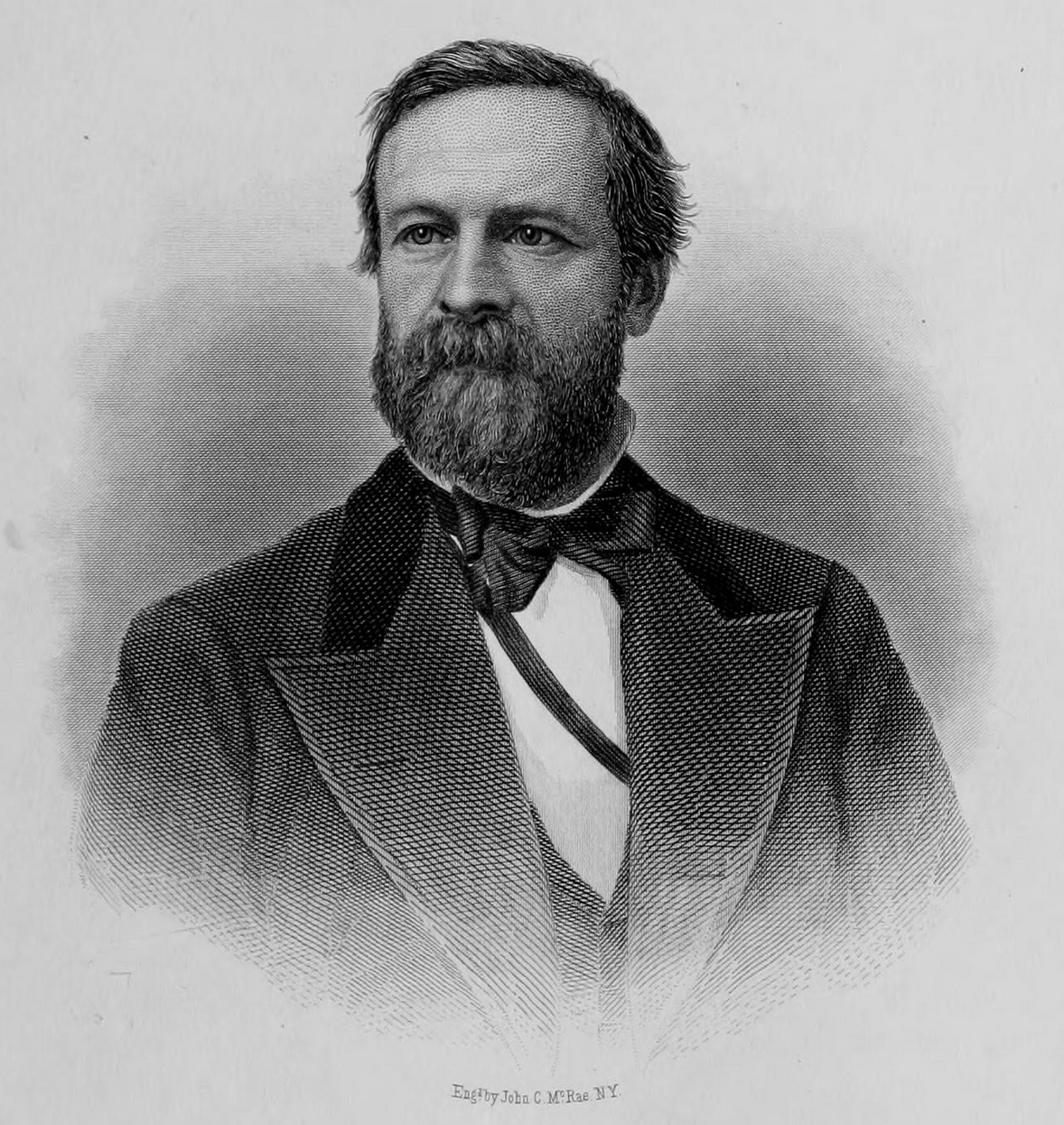
威斯康星州商人爱德华·阿利斯
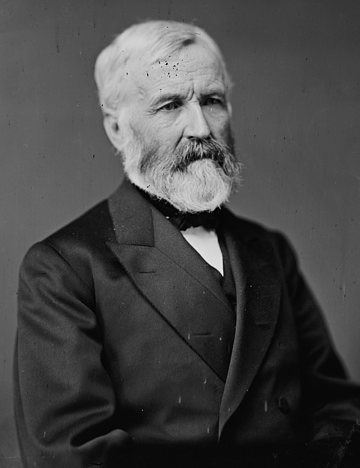
伊利诺伊州前联邦众议员亚历山大·坎贝尔
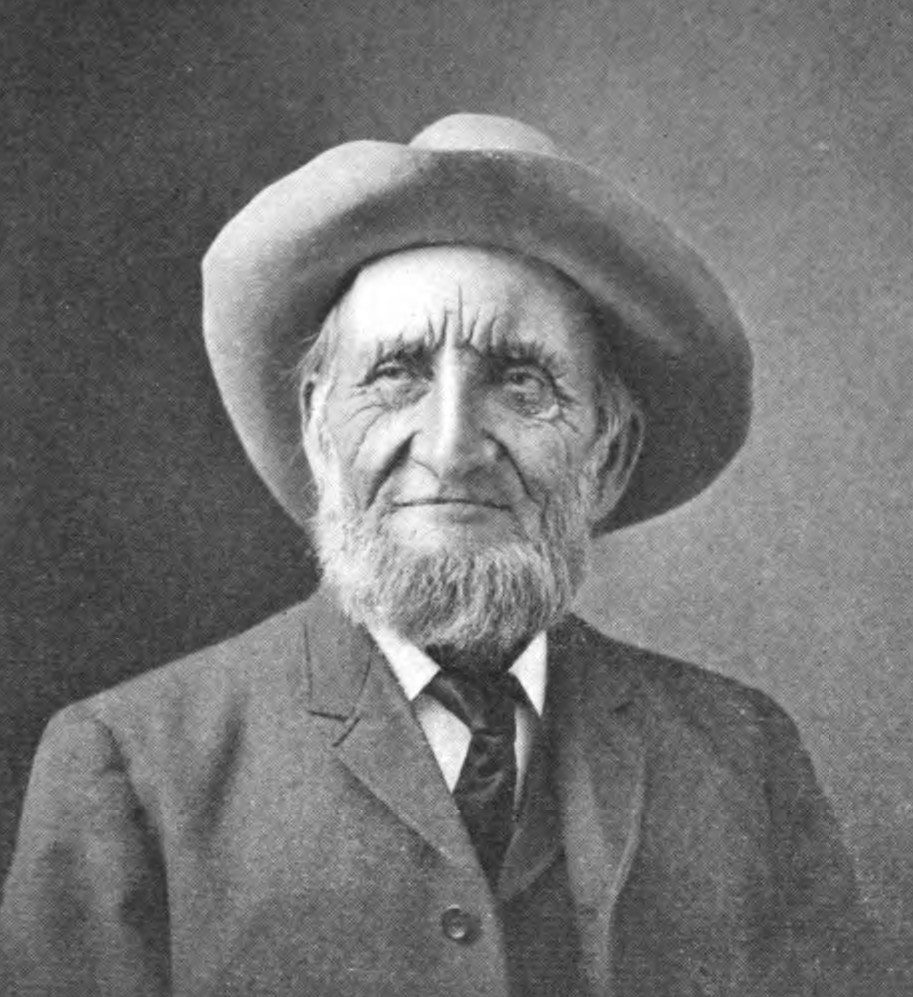
缅因州出版商梭伦·蔡斯

## 大会

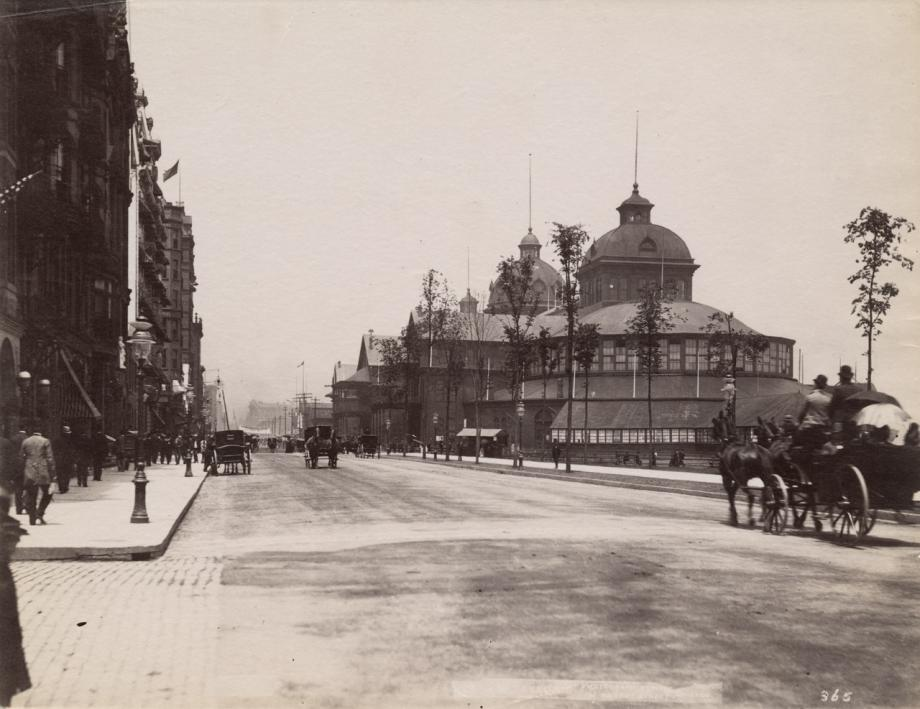
芝加哥州际博览会大厦

### 开场
1880年6月9日，国民绿背党代表聚集在芝加哥州际博览会大厦。共和党大会也是在这幢大厦举行，并且前一天才闭幕，共计进行了创纪录的36轮投票。绿背党人前来时，大厦的墙上还挂着共和党的横幅，众代表入场时，亚伯拉罕·林肯和撒迪厄斯·史蒂文斯的画像在前面迎接。这座大楼俗称“玻璃宫”（Glass Palace），于1873年建成，用于举办州际工业博览会。
绿背党执行委员会的富兰克林·德威（Franklin P. Dewees）于6月9日中午12点30分宣布大会开幕。艾奥瓦州牧师佩尔·英格尔斯（Pearl P. Ingalls）致短暂祷辞，大会正式开始。代表们一致推举印第安纳州绿背党联邦众议员、卫理公会牧师吉尔伯特·德拉麦特（Gilbert De La Matyr）担任大会临时主席。待德拉麦特发表短暂但热情洋溢的讲话后，现场开始点名，除俄勒冈州外，其他各州都有代表团出席。结束点名后，主张女性参政的玛蒂尔达·乔斯林·盖奇（Matilda Joslyn Gage）走上讲台，引起部分代表欢呼，但也有些代表向她愤怒地大喊。盖奇呼吁绿背党承认女性投票权，但与会代表暂时搁置这一议题，将盖奇的要求递交委员会作进一步研究。

### 联合

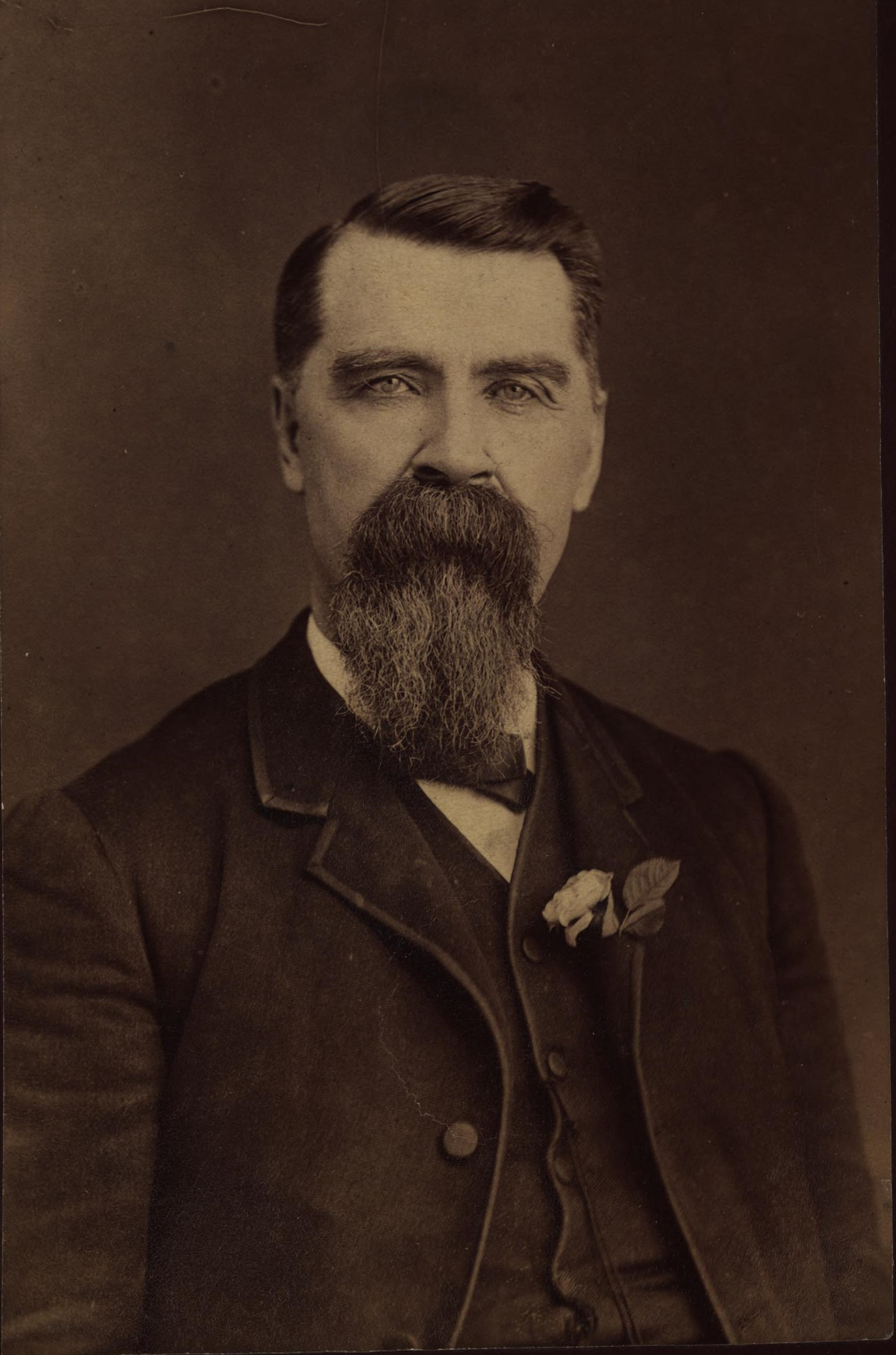
大会常任主席理查德·特里维里克

联盟绿背劳工党在附近的法威尔厅集会，并派出使者前去与国民绿背党人商议。国民绿背党代表经投票决定组建特别会议委员会，请绿背劳工党一起商讨联合事宜，然后休会到晚上19点30分。等待委员会完成工作期间，多位知名绿背党人上台向众代表演说，如加利福尼亚州劳工领袖丹尼斯·科尔尼，倡导货币改革的加拿大国会议员威廉·华莱士（William Wallace）。与此同时，大会资格委员会以微弱优势投票决定接受联盟绿背劳工党和社会主义劳工党代表与会。常设机构委员会投票推荐密歇根州工会组织者理查德·特里维里克（Richard F. Trevellick）担任大会常任主席。由于各委员会都没能在规定的时间内完成报告，因此大会再度休会至星期四早上。
大会重新开幕后，资格委员会宣布入选常规代表共有608人，建议接纳185名联盟绿背劳工党代表、44位社会主义劳工党代表及另外几位代表与会。经过激烈而混乱的争论，大会经口头投票决定接受其他代表入会：原本分裂的绿背党重新联合在一起。大会将表决结果告知联盟绿背劳工党人和社会主义劳工党人，女性参政权的倡导人士再度试图说服会场代表支持女性参政理念。莎拉·安德鲁斯·斯宾塞（Sarah Andrews Spencer）上台针对女性投票权发表慷慨激昂的演讲，科尔尼则爬到旁边的平台上，大声呼喊来表示不满。双方开始非正式的辩论，直至有铜管乐队开始演奏，宣布联盟绿背劳工党和社会主义劳工党代表抵达时止。会场挂上带有“团圆”（Reunion）字样的横幅，爆发出持久的欢呼。大会进入短暂休会，以便众代表与熟识的友人打招呼。

### 党纲

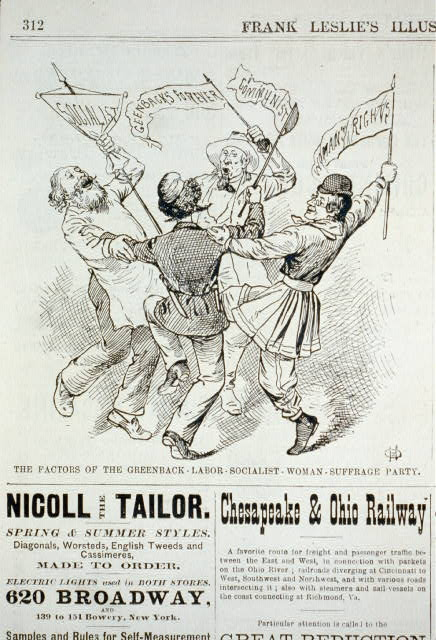
1880年《弗兰克·莱斯利画报》（Frank Leslie's Illustrated Newspaper）刊登的这幅漫画嘲笑绿背党人就是群激进派。

与会代表经投票决定，先定下党纲，后选派总统和副总统候选人，大会于晚上20点45分再度召开，现场开始辩论。决议委员会本来已充满争斗和妥协，但代表们还是坚持要对多项规定展开辩论。许多规条有与会代表的普遍赞同。货币问题方面，绿背党纲领中要求所有货币无论是传统的金属币还是纸币，都应由政府而非银行发行（当时的纸币很多都是由银行发行）。他们还要求不再对银币铸造设限，并且用债卷而非金币支付国债。纲领中还呼吁增收累进所得税，立法强制要求工厂提供安全的工作环境，管制州际贸易，取缔童工和囚犯劳役，这些内容都和之前的绿背党纲领基本一致，没有引起显著异议。
社会议题引起很大争议。科尔尼领导的西部派系成功在党纲中增加取缔华人移民的要求。最后，代表们开始讨论女性参政权问题，决定在党纲中加入措辞模糊的声明，称绿背党会“谴责限制女性参政权这种危险的举动”。许多代表对此不甚满意，要求做单独决议经过进一步辩论，大会以528票赞成，124票反对通过决议，要求“每位公民”都享有选举权。社会主义劳工党代表提出决议案，宣称“土地、空气和水都是大自然给全人类无与伦比的恩赐”，任何人都无权垄断，大会赞赏这一提议，但决议案被转交委员会商议。

### 提名和投票
党纲尘埃落定时已接近周四午夜，但与会代表经投票决定立即开始提名总统候选人。星期五凌晨1点，现场开始点名。··诺顿（S.F. Norton）推荐同样来自伊利诺伊州的亚历山大·坎贝尔，称坎贝尔在金融领域学识渊博，还曾与林肯合作。《印第安纳波利斯太阳报》（Indianapolis Sun）主编詹姆斯·布坎南（James Buchanan）推荐本杰明·巴特勒。艾奥瓦州联邦众议员爱德华·H·吉列（Edward H. Gillette）提名詹姆斯··韦弗，缅因州的弗兰克·福格（Frank M. Fogg）推荐“农民之友”梭伦·蔡斯。密苏里州代表佩里·塔尔博特（Perry Talbot）提名联盟绿背劳工党候选人斯蒂芬·戴莱尔，但后者马上请求撤回自己的名字。宾夕法尼亚州代表团提名亨德里克·赖特，最后的威斯康星州代表团推荐爱德华·阿利斯。
凌晨3点25名，代表们先进行非正式投票。韦弗以30%的选票支持领先，其后是各得15%选票的赖德、戴莱尔和巴特勒，剩下的约25%由其他几位候选人所得。赖特和巴特勒的支持者一度考虑联手，但整体局势还是对韦弗有利。凌晨4点10分，大会进行首轮正式投票，选情对韦弗有利，许多代表开始转变立场支持他。结果在没有任何正式动议的情况下，韦弗的提名一致通过，铜管乐队再次开始演奏。韦弗这时正在附近的帕尔玛酒店，接到通知后来到会场。众代表在等待韦弗前来期间开始提名副总统候选人。巴特勒的部分支持者推荐密西西比州的巴布索隆·韦斯特（Absolom M. West），与韦弗相比，他的立场较为保守，相信能带来更大范围的选民支持。韦斯特这时也在现场，但他反对女性参政权和8小时工作制的做法让激进派人士深感失望，于是他们提名了联盟绿背劳工党副总统候选人，来自德克萨斯州的巴西莱·杰弗森·钱伯斯。大部分代表同意，钱伯斯得到403票支持，比韦斯特的311票还要多92票。
韦弗这时仍然没有赶到会场，社会主义劳工党代表趁机提议对女性参政权问题和“土地、空气和水”决议案重新表决。大会主席宣布这两项议题都不合规程，但与会代表推翻主席的决定，以压倒性优势决定两项议题都应加入党纲。韦弗最终在早上6点到达。面对雷鸣般的掌声，他感谢大会决定并接受提名。早上6点45分，业已精疲力尽的代表们终于休会。

## 余波
韦弗于三周后发信正式接受提名，呼吁所有绿背党人“前去迎接人权的伟大斗争”。他没有遵循当时的政治传统，而是积极投身竞选，于7到8月间在南部发表多场演说。这年各党派提名的候选人中只有绿背党有来自南方州的政治家参选，因此韦弗和钱伯斯都期望能在南方抢占制高点。钱伯斯在大会结束后回家的路上从火车上摔下来，有两根肋骨骨折，所以无法四处竞选拜票。他卧床数周，一度考虑退出竞选，但最后还是决定继续，由于受伤导致行动不便，他对竞选的贡献仅限于出版报纸。
随着竞选继续，韦弗支持种族融合的观点在南方引起暴力抗议，绿背党面临的障碍与共和党如出一辙：黑人的公民权利被逐渐剥夺。到了秋季，韦弗前往北方竞选，该地区有多个州民主、共和两党基本平分秋色，但他拒绝与民主党人携手，使得绿背党又失去了这些本来很有希望的州选民支持。
绿背党候选人在最终的普选中一共得到30万5997张普选票，没有赢得选举人票，相比之下，共和党候选人詹姆斯·艾布拉姆·加菲尔德以444万6158票赢得总统宝座，民主党候选人温菲尔德·斯科特·汉考克也有444万4260票。绿背党在西部和南部最有影响，但无论是哪个州，韦弗的得票率都不到12%（其中德克萨斯州最多，有11.7%），以全国范围计得票率仅3个百分点。对于绿背党来说，这个数字与1876年相比已有所进步，但却让韦弗大失所望，他本期望得到的支持票数量还至少要翻一番。
| 总统候选人               | 政党     | 出身         | 普选票    | 普选票   | 选举人票 | 竞选伙伴             | 竞选伙伴   | 竞选伙伴 |
| 总统候选人               | 政党     | 出身         | 数目      | 比例     | 选举人票 | 副总统候选人         | 出身       | 选举人票 |
| ------------------------ | -------- | ------------ | --------- | -------- | -------- | -------------------- | ---------- | -------- |
| 詹姆斯·艾布拉姆·加菲尔德 | 共和党   | 俄亥俄州     | 4,446,158 | 48.3%    | 214      | 切斯特·艾伦·阿瑟     | 纽约州     | 214      |
| 温菲尔德·汉考克          | 民主党   | 宾夕法尼亚州 | 4,444,260 | 48.3%    | 155      | 威廉·英格利希        | 印第安纳州 | 155      |
| 詹姆斯·B·韦弗            | 绿背党   | 艾奥瓦州     | 305,997   | 3.3%     | 0        | 巴西莱·杰弗森·钱伯斯 | 德克萨斯州 | 0        |
| 尼尔·道                  | 禁酒党   | 缅因州       | 10,305    | 0.1%     | 0        | 亨利·亚当斯·汤普森   | 俄亥俄州   | 0        |
| 约翰·W·菲尔普斯          | 美国人党 | 佛蒙特州     | 707       | 0.0%     | 0        | 塞缪尔·波默罗伊      | 堪薩斯州   | 0        |
| 其他                     | 其他     | 其他         | 3,631     | 0.0%     | —        | 其他                 | 其他       | —        |
| 总计                     | 总计     | 总计         | 9,211,051 | 100%     | 369      |                      |            | 369      |
| 获胜需要                 | 获胜需要 | 获胜需要     | 获胜需要  | 获胜需要 | 185      |                      |            | 185      |

### 脚注
1. 1 2  Lause 2001，第29頁.
2. ↑  Lause 2001，第22–23頁.
3. ↑  Unger 1964，第14–15頁.
4. ↑  Unger 1964，第16–17頁.
5. ↑  Wiebe 1967，第6頁.
6. ↑  Unger 1964，第228–233頁.
7. ↑  Lause 2001，第26–27頁.
8. ↑  Lause 2001，第28頁.
9. 1 2  Clancy 1958，第163–164頁.
10. 1 2  Lause 2001，第32–33頁.
11. ↑  Lause 2001，第34–35頁.
12. 1 2  Lause 2001，第36–37頁.
13. ↑  Lause 2001，第38頁.
14. 1 2  Doolen 1972，第442–444頁.
15. 1 2  Barr 1967，第280頁.
16. 1 2  Doolen 1972，第445頁.
17. ↑  Lause 2001，第49頁.
18. 1 2  Lause 2001，第50頁.
19. 1 2  Doolen 1972，第447頁.
20. ↑  Mitchell 2008，第7–31頁.
21. ↑  Mitchell 2008，第35頁.
22. ↑  Mitchell 2008，第39–50頁.
23. ↑  Mitchell 2008，第55–59頁.
24. 1 2  Mitchell 2008，第68–70頁.
25. ↑  Colbert 1978，第26頁.
26. ↑  Mitchell 2008，第74頁.
27. 1 2  Colbert 1978，第27頁.
28. ↑  Colbert 1978，第39頁.
29. ↑  Mitchell 2008，第83頁.
30. ↑  Mitchell 2008，第84頁.
31. 1 2  Mitchell 2008，第86–87頁.
32. ↑  Mitchell 2008，第88–89頁.
33. 1 2 3 4 5 6  Fish 1929，第357頁.
34. 1 2  Thompson 1982，第165頁.
35. 1 2 3 4 5 6  Fish 1929，第358頁.
36. 1 2 3  Lause 2001，第53頁.
37. ↑  Fish 1929，第359頁.
38. 1 2 3 4 5 6 7 8  Boyd 1936，第553頁.
39. 1 2  Clausen 1965，第201–202頁.
40. 1 2  Clausen 1965，第203–205頁.
41. 1 2  Boyd 1936，第554頁.
42. 1 2 3 4 5 6 7  Lause 2001，第54頁.
43. ↑  Deverell 1988，第274頁.
44. ↑  Deverell 1988，第275頁.
45. 1 2  Lause 2001，第55頁.
46. 1 2 3  Kennedy et al. 1880，第74頁.
47. ↑  Clancy 1958，第115–116頁.
48. ↑  Mitchell 2008，第99頁.
49. ↑  Currey 1918，第152–153頁.
50. ↑  Currey 1918，第151頁.
51. ↑  Lause 2001，第63頁.
52. 1 2  Kennedy et al. 1880，第75頁.
53. ↑  Lause 2001，第64頁.
54. 1 2 3  Lause 2001，第65頁.
55. 1 2  Lause 2001，第67頁.
56. ↑  Lause 2001，第69頁.
57. 1 2  Lause 2001，第70頁.
58. ↑  Lause 2001，第71–74頁.
59. 1 2 3 4  Lause 2001，第74–75頁.
60. 1 2 3  Lause 2001，第76頁.
61. 1 2 3 4 5  Mitchell 2008，第100–101頁.
62. ↑  Kennedy et al. 1880，第81頁.
63. ↑  Kennedy et al. 1880，第82頁.
64. 1 2 3  Lause 2001，第77–79頁.
65. 1 2 3 4 5 6  Lause 2001，第79–81頁.
66. 1 2 3  Kennedy et al. 1880，第84–85頁.
67. 1 2 3 4 5 6 7 8  Lause 2001，第81頁.
68. 1 2  Indiana Democrat 1880.
69. ↑  La Plata Home Press 1880.
70. ↑  Kennedy et al. 1880，第86頁.
71. ↑  Kennedy et al. 1880，第87頁.
72. 1 2  Lause 2001，第82頁.
73. ↑  Kennedy et al. 1880，第94頁.
74. ↑  Mitchell 2008，第102–103頁.
75. ↑  Lause 2001，第85–104頁.
76. 1 2  Barr 1967，第282頁.
77. ↑  Lause 2001，第105–124頁.
78. ↑  Lause 2001，第124–146頁.
79. 1 2 3 4  Ackerman 2003，第221頁.
80. ↑  Mitchell 2008，第111頁.
81. ↑  Lause 2001，第206–208頁.
82. 1 2 3 4 5 6  NARA 2012.
83. 1 2 3 4 5 6  Clancy 1958，第243頁.